# Julie Graham
Pour les articles homonymes, voir Julie Graham (homonymie), Graham et Julie.
Julie Graham, née le 24 juillet 1965 à Irvine en Écosse, est une actrice britannique.

## Filmographie
- 1986 : Taggart (série télévisée) : Kathleen Kelly
- 1986 : Blood Red Roses (série télévisée) : Janey (3 épisodes)
- 1987 : The Houseman's Tale (mini-série) : infirmière Joan Masson (2 épisodes)
- 1987 : Strike It Rich! (série télévisée) : Kirstie Munro (5 épisodes)
- 1987 : Brond (série télévisée) : la fille au bordel
- 1987 : Dramarama (série télévisée) : Tillie Campbell
- 1987 : Napoleon and Josephine: A Love Story (mini-série) : Caroline Bonaparte (3 épisodes)
- 1988 : The Play on One (série télévisée) : Sandra
- 1988 : Bookie (série télévisée) : Sue (3 épisodes)
- 1988 : The Fruit Machine : Hazel
- 1988 : Casualty (série télévisée) : Alison McGrellis (9 épisodes)
- 1990 : Nuns on the Run : la serveuse du Casino
- 1990 : The Big Man : Melanie
- 1990 : Silent Scream : Alice
- 1990 : Boon (série télévisée) : Moira Connolly
- 1991 : Blonde Fist : Sylvie
- 1992 : Spender (série télévisée) : Jody
- 1992 : Downtown Lagos (mini-série) : Sharon (3 épisodes)
- 1994 : 99-1 (série télévisée) : Lisa (2 épisodes)
- 1993-1995 : Harry (série télévisée) : Alice (20 épisodes)
- 1995 : Bugs (série télévisée) : Sarita
- 1995 : The Near Room : Elise Gray
- 1996 : Rosebud (court métrage) : l'artiste
- 1996 : Heartbeat (série télévisée) : Dorothy McGowan
- 1996 : Sharman (série télévisée) : Kylie
- 1997 : Love Me Tender (téléfilm) : Rose
- 1997 : Dalziel and Pascoe (série télévisée) : Adi Pritchard
- 1997 : Preaching to the Perverted : Eugenie
- 1997 : Daylight Robbery (court métrage) : Shelly
- 1998 : Des chambres et des couloirs (Bedrooms and Hallways) : Angie
- 1998 : Space Island One (série télévisée) : Michelle Stock
- 1999 : Butterfly Collectors (téléfilm) : sergeant Mary Slater
- 1999 : Life Support (série télévisée) : Alison McIntyre (6 épisodes)
- 1999 : With or Without You : Cathy
- 1999 : Bodyshifters : Fiona
- 2000 : Some Voices : Mandy
- 2000 : Dirty Tricks (téléfilm) : Karen
- 2000-2003 : At Home with the Braithwaites (en) (série télévisée) : Megan Hartnoll[1] (24 épisodes)
- 2003 : Between the Sheets (mini-série) : Alona Cunningham (6 épisodes)
- 2003-2005 : William et Mary (série télévisée) : Mary Gilcrest (18 épisodes)
- 2005 : Walk Away and I Stumble (téléfilm) : Elaine Spader
- 2006 : The Kindness of Strangers (téléfilm) : Ellie Farrelly
- 2006 : Afterlife (série télévisée) : Lucy
- 2007 : Miss Marple (série télévisée, 2004) (Agatha Christie's Marple) (série télévisée) : Mary Aldin
- 2007 : Mobile (mini-série) : Donna Doig (3 épisodes)
- 2007 : The History of Mr Polly (téléfilm) : Nancy Potter
- 2007 : Rebus (série télévisée) : Stacy Webster
- 2008 : Bonekickers (mini-série) : Gillian Magwilde (6 épisodes)
- 2008-2010 : Survivors (série télévisée) : Abby Grant (12 épisodes)
- 1989-2010 : The Bill (série télévisée) : Commander Lisa Kennedy / Linda Kendrick / Thelma Box (15 épisodes)
- 2010 : Goodbye, Sarah Jane Smith (série télévisée) : Ruby White (2 épisodes)
- 2011 : Doc Martin (en) (série télévisée) : Maggie Reid (2 épisodes)
- 2011 : Lapland (téléfilm) : Mandy Lewis
- 2012 : Secrets and Words (série télévisée) : Fiona
- 2012 : Les Enquêtes de Vera (série télévisée) : Marianne Gower
- 2012 : Tower Block : Carol
- 2013 : Midsomer Murders (série télévisée) : docteure Laura Parr
- 2013 : Meurtres au paradis (Death in Paradise) (série télévisée) : Jen Powell
- 2013 : Being Eileen (série télévisée) : Mandy Lewis (6 épisodes)
- 2013 : Shortcuts to Hell: Volume 1 : l'agent d'État
- 2012-2014 : Enquêtes codées (The Bletchley Circle) (série télévisée) : Jean (7 épisodes)
- 2014 : The Sleeping Room : Cynthia
- 2014 : New Tricks (série télévisée) : Tricia McAndrew (2 épisodes)
- 2014 : Flinch (court métrage) : Paula
- 2015 : Jupiter Ascending : Captain de l'Aegis
- 2016 : One of Us (mini-série) : Moira Douglas (4 épisodes)
- 2016-2018 : Benidorm (série télévisée) : Sheron Dawson (25 épisodes)
- 2018 : The Bletchley Circle: San Francisco (série télévisée) : Jean McBrian (8 épisodes)
- 2014-2019 : Shetland (série télévisée) : Rhona Kelly (22 épisodes)
- 2019 : Queens of Mystery (série télévisée) : Cat Stone[2] (3 épisodes)
- 2019 : The Other Amy (court métrage) : docteure Rachael Sumner
- 2019 : The Dark Channel : Bovery
- 2019 : End of Term : Stacy Harcourt